# Heartaches & Harmonies
Heartaches & Harmonies, CD-box med fyra skivor utgivet 1994 av The Everly Brothers och den gavs ut på skivbolaget Rhino Records.
Boxen innehåller 103 låtar - från och med en gammal radioinspelning av "Don't Let Our Love Die" (från 1951) till en nyinspelning av samma låt (från 1990). Där återfinns också alternativtagningar och mindre kända låtar från brödernas karriär.

## Låtlista

### CD 1
1. "Don't Let Our Love Die" (York) – 3:11 (1951-versionen)
2. "Keep A' Lovin' Me" (Don Everly/Phil Everly) – 2:27
3. "Bye Bye Love" (Felice Bryant/Boudleaux Bryant) – 2:23
4. "I Wonder If I Care as Much" (Don Everly/Phil Everly) – 2:16
5. "Hey Doll Baby [demo version]" (traditionell) – 2:16
6. "Wake Up Little Susie" (Felice Bryant/Boudleaux Bryant) – 2:03
7. "Maybe Tomorrow" (Don Everly/Phil Everly) – 2:08
8. "All I Have to Do Is Dream" (Felice Bryant/Boudleaux Bryant) – 2:21
9. "Claudette" (Greenfield, Roy Orbison) – 2:16
10. "Brand New Heartache" (Felice Bryant/Boudleaux Bryant) – 2:18
11. "Bird Dog" (Boudleaux Bryant) – 2:17
12. "Devoted to You" (Boudleaux Bryant) – 2:25
13. "Problems" (Felice Bryant/Boudleaux Bryant) – 1:58
14. "Long Time Gone" (Frank Hartford/Tex Ritter) – 2:26
15. "I'm Here to Get My Baby Out of Jail" (Karl Davis/Harty Taylor) – 3:37
16. "Kentucky" (Karl Davis) – 3:09
17. "Poor Jenny" (Felice Bryant/Boudleaux Bryant) – 2:11
18. "Take a Message to Mary" (Felice Bryant/Boudleaux Bryant) – 2:28
19. "(Till) I Kissed You" (Don Everly) – 2:24
20. "Let It Be Me" (Gilbert Becaud/Mann Curtis/Pierre Delanoe) – 2:38
21. "Since You Broke My Heart" (Don Everly) – 1:57
22. "When Will I Be Loved?" (Phil Everly) – 2:03
23. "Like Strangers" (Boudleaux Bryant) – 2:00

### CD 2
1. "Cathy's Clown" (Don Everly/Phil Everly) – 2:26
2. "Always It's You" (Felice Bryant/Boudleaux Bryant) – 2:31
3. "So Sad (To Watch Good Love Go Bad)" (Don Everly) – 2:36
4. "That's What You Do to Me" (Montgomery/Sinks) – 2:04
5. "The Price of Love" (Don Everly/Phil Everly) – 2:24
6. "Sleepless Nights" (Felice Bryant/Boudleaux Bryant) – 1:52
7. "Carol Jane" (Dave Rich) – 2:34
8. "Lucille" (Albert Collins/Little Richard) – 2:06
9. "Made to Love" (Phil Everly) – 1:57
10. "Stick With Me Baby" (Mel Tillis) – 2:23
11. "Love Hurts" (Boudleaux Bryant) – 2:18
12. "So How Come (No One Loves Me)" (Felice Bryant/Boudleaux Bryant) – 2:16
13. "Donna Donna" (Felice Bryant/Boudleaux Bryant) – 3:07
14. "Ebony Eyes" (John D. Loudermilk) – 2:19
15. "Walk Right Back" (Sonny Curtis) – 2:46
16. "Why Not" (John D. Loudermilk) – 2:14
17. "Temptation" (Nacio Herb Brown/Arthur Freed) – 3:28
18. "Don't Blame Me" (Dorothy Fields/Jimmy McHugh) – 2:20
19. "Muskrat" [Single Version] (Tex Ann/Harold Hensley/Merle Travis) – 2:02
20. "Crying in the Rain" (Howard Greenfield/Carole King) – 2:03
21. "I'm Not Angry" (Jimmy Howard) – 2:00
22. "Step It Up and Go" (Jimmy Howard) – 2:25
23. "That's Old Fashioned (That's the Way Love Should Be)" (Bernie Baum/Bill Giant/Florence Kaye) – 1:51
24. "How Can I Meet Her?" (Gerry Goffin/Jack Keller) – 2:22
25. "Nancy's Minuet" (alternativ version) (Don Everly) – 2:03
26. "Nice Guys" (alternativ version) – 2:29
27. "Don't Ask Me to Be Friends" – 2:07
28. "No One Can Make My Sunshine Smile" (Gerry Goffin/Jack Keller) – 1:57
29. "(So It Was...So It Is) So It Always Will Be" (Arthur Altman) – 1:52
30. "I'm Afraid" – 2:13
31. "The Girl Sang the Blues" (Barry Mann/Cynthia Weil) – 2:21
32. "Love Her" (BarryMann/Cynthia Weil) – 2:19
33. "The Ferris Wheel" (DeWayne Blackwell/Robert Blackwell) – 1:29
34. "Things Go Better With Coke" (reklamjingel)

### CD 3
1. "Gone, Gone, Gone" (Don Everly/Phil Everly) – 2:05
2. "Torture" – 2:26
3. "You're My Girl" (Everly, Everly) – 2:27
4. "It Only Costs a Dime" – 2:07
5. "Love Is Strange" (Mickey Baker/Sylvia Robinson/Ethel Smith) – 1:57
6. "Man With Money" (Don Everly/Phil Everly) – 2:55
7. "To Show I Love You" – 2:22
8. "I'll See Your Light" – 2:35
9. "It's All Over" (Don Everly) – 2:44
10. "I Used to Love You" – 2:22
11. "And I'll Go" – 2:22
12. "The Power of Love (You Got)" – 2:17
13. "Leave My Woman Alone" (Ray Charles) – 2:40
14. "Somebody Help Me" – 2:23
15. "So Lonely" – 2:06
16. "Kiss Your Man Goodbye" (Don Everly/Phil Everly) – 2:39
17. "The Collector" (Don Everly/Phil Everly) – 2:36
18. "Even If I Hold It in My Hand (Hard Luck Story)" – 2:58
19. "Bowling Green" (Jacqueline Ertel/Terry Slater) – 3:29
20. "I Don't Want to Love You" – 2:46
21. "Mary Jane" – 2:43
22. "Love of the Common People" (John Hurley/Ronnie Wilkins) – 3:16
23. "You're Just What I Was Looking for Today" (Gerry Goffin/Carole King) – 3:08

### CD 4
1. "Empty Boxes" (Ron Elliott) – 2:46
2. "Love With Your Heart" – 3:01
3. "Milk Train" (Tony Romeo) – 2:48
4. "Lord of the Manor" (Terry Slater) – 4:51
5. "Mama Tried" (Merle Haggard) – 2:20
6. "T for Texas (Blue Yodel No. 1)" (Jimmie Rodgers) – 3:34
7. "I Wonder If I Care as Much" (version 2) (Don Everly/Phil Everly) – 2:58
8. "You Done Me Wrong" – 2:16
9. "Turn Around" – 2:49
10. "Omaha" – 3:22
11. "I'm on My Way Home Again" (Venetia Stevens) – 2:23
12. "Cuckoo" (Don Everly/Phil Everly) – 2:45
13. "Carolina in My Mind" (James Taylor) – 3:19
14. "My Little Yellow Bird" – 2:05
15. "Stories We Could Tell" (John Sebastian) – 3:22
16. "Green River" (Don Everly/Phil Everly) – 4:44
17. "Poems, Prayers and Promises" (John Denver) – 4:02
18. "Paradise" (John Prine) – 3:36
19. "On the Wings of a Nightingale" (Paul McCartney) – 2:37
20. "Why Worry" (Mark Knopfler) – 4:49
21. "Arms of Mary" (Ian Sutherland) – 2:30
22. "Born Yesterday" (Don Everly) – 4:05
23. "Don't Let Our Love Die" (York) – 2:18 (1990-versionen)